# Bohdan Barwinski
Bohdan Barwinski (ur. 15 lipca 1880 w Tarnopolu, zm. 8 lutego 1958 we Lwowie) – ukraiński polityk, historyk galicyjski.
Ukończył ukraińskie gimnazjum akademickie we Lwowie (1898), następnie studiował historię na Wydziale Filozoficznym Uniwersytetu Lwowskiego, w Wiedniu i Berlinie. 16 listopada 1901 został wybrany skarbnikiem wydziału Akademickiego Kółka Historycznego we Lwowie.
Był aktywnym działaczem Partii Chrześcijańsko-Społecznej. W latach 1918–1919 członek Ukraińskiej Rady Narodowej ZURL.
Członek rzeczywisty Towarzystwa Naukowego im. Szewczenki, specjalizował się w badaniach archiwów. Opublikował m.in. prace:
- Istorycznyj rozwij imeny ukrainskoruskoho narodu (1909)
- Krajowyj archiw aktiw grodśkych i zemśkych u Lwowi (1917)

Syn Ołeksandra Barwinskiego.